# Alexandre Durimel
Alexandre Benjamin Durimel (* 16. März 1990 in Paris) ist ein französischer Fußballspieler. Seit Juli 2017 steht er beim FC Chambly unter Vertrag.

## Karriere
Durimel begann in der Umgebung von Paris mit dem Fußballspielen. 2002 wechselte er zunächst zum Profiklub RC Lens und 2004 zum SC Amiens. Dort wurde er in der Saison 2009/10 in die Reservemannschaft aufgenommen. Zugleich gelang ihm am 28. September 2009 beim 1:1 gegen den Senegal sein Debüt in der französischen U-20-Auswahl, was sein einziges Spiel für eine Jugendnationalmannschaft blieb. 2010 wurde er in die erste Mannschaft des SC Amiens aufgenommen und debütierte wenig später in der dritten Liga. Mit der Mannschaft konnte er am Ende der Spielzeit, in deren Verlauf er zehnmal eingesetzt wurde, den Aufstieg feiern. Infolgedessen absolvierte er am 5. August 2011 seinen ersten Profieinsatz, als er beim 0:1 gegen Stade Reims eingesetzt wurde. Dennoch schaffte er es nicht sich dauerhaft im Team zu etablieren und bestritt in der gesamten Saison lediglich fünf Einsätze und musste darüber hinaus den direkten Wiederabstieg hinnehmen. Durimel entschied sich für einen Wechsel ins Ausland und unterschrieb im Sommer 2012 beim rumänischen Erstligisten CS Turnu Severin. Nach dem Abstieg 2013 verließ er den Klub und schloss sich Ligakonkurrent Dinamo Bukarest an. Nach zwei Jahren wechselte er weiter zu CA Bastia und anschließend zu CS Sedan. Seit dem 1. Juli 2017 spielt er für den französischen Drittligisten FC Chambly.